# Beretta CX4 Storm
La Beretta CX4 Storm es una carabina destinada tanto a actividades deportivas, como a los mercados de defensa personal y aplicación de la ley. Se fabrican siete modelos diferentes que aceptan los cargadores de las pistolas 92/96, Beretta 8000 y PX4, para los cartuchos 9 x 19 Parabellum, 9 x 21 IMI, .40 S&W y .45 ACP.
La Beretta CX4 Storm es la versión civil de la Beretta MX4 Storm.

## Diseño
La CX4 Storm fue desarrollada en el año 2003 para ser utilizada en conjunción con pistolas semiautomáticas de Beretta. Por ejemplo, los cartuchos de 9 mm de la Beretta 92FS pueden ser utilizados en la CX4 de 9 mm. Esto redunda en la operatividad al no tener que llevar distinta munición para la carabina y para la pistola.
La conversión entre cargadores Px4 Strom, 92/96 y 8000/8040 Cougar 9 x 19 Parabellum/.40 S&W requiere de dos piezas (no incluidas con la carabina). Para cargadores Px4 se requiere el brocal C5C620 y botón del retén del cargador C89210, para 92/96 el brocal C5A511 y el retén C89109, para Cougar el brocal C5A670 y el retén C89110. El modelo de .45 ACP sólo acepta cargadores monohilera de 8 cartuchos 8045 Cougar.
La CX4 Storm incluye un riel Picatinny que puede ampliarse bajo el cañón pulsando un botón y tirando del riel. Cada Storm incluye también una barra lateral con dos tornillos de montaje. El contorno inferior del riel está diseñado para sujetar virtualmente dos rieles laterales. Añade tres tornillos y tuercas adjuntas a la parte superior de la carabina utilizando un orificio pre-perforado, que permite al usuario utilizar el riel como una plantilla para aprovechar otros dos agujeros ocultos bajo una fina membrana de plástico. El juego de riel tiene que ser comprado por separado. Pueden utilizarse un máximo de cinco rieles Picatinny utilizando kits de accesorios, y el usuario puede utilizar los dos que trae de serie para instalarle miras ópticas, linternas, punteros láser, bípodes, etc. Esta arma ha sido diseñada para ser muy adaptable a la personalización.
La CX4 viene de fábrica con un punto de mira ajustable. Se puede ajustar en elevación y acimut, utilizando la herramienta de ajuste suministrada. El alza tiene dos aberturas, para disparo rápido y de largo alcance. Ambas piezas pueden plegarse cuando se montan miras ópticas en el riel superior opcional.
La culata de la CX4 tiene una longitud de recorrido ajustable. El ajuste se hace mediante el uso de espaciadores. La carabina viene con un espaciador instalado, que se puede eliminar. Sin separadores instalados, la longitud mínima del recorrido de la CX4 es 337 mm (13.3 in). Para aumentar la longitud del recorrido, los espaciadores adicionales se pueden comprar por separado. Se puede instalar un total de tres separadores, aumentando el recorrido a un máximo de 382 mm (15,0 in).
Además de ser capaz de personalizar la CX4 con accesorios, es una de las pocas armas de fuego con capacidad de cambiar la ubicación del seguro, la manija de amartillado, la portilla de eyección, y el retén del cargador al lado izquierdo del arma para poder ser empleada por tiradores zurdos.

## Tiroteo en el Dawson College
La CX4 Storm fue la principal arma utilizada en el tiroteo del Dawson College de 2006. El arma había sido comprada legalmente y posteriormente se hicieron peticiones para prohibir su venta en Canadá. Las ventas del arma en Canadá aumentaron después del tiroteo.

## Usuarios
- Argentina: Es utilizada por la Prefectura Naval Argentina.
- Colombia: Es utilizada por el Comando de Fuerzas Especiales de la Fuerza Aérea Colombiana (Fuerza Aérea Colombiana).
- Estados Unidos: Utilizado por el Departamento del Sheriff del Condado de Albany, Nueva York (.40 S&W),[6] el Departamento de Policía de Saint Louis,[7] y el Departamento de Policía del campus de la Universidad William y Mary.[8]
- Libia: Ordenó 1.900 carabinas antes de la guerra civil.[9]
- Venezuela: Utilizado por el Comando Nacional de la Guardia del Pueblo (Guardia Nacional Bolivariana de Venezuela). También es utilizado por el Cuerpo de Investigaciones Científicas Penales y Criminalística CICPC y la Policía Estado Lara.